# Communauté de communes du Pays de Montbozon et du Chanois
La communauté de communes du Pays de Montbozon et du Chanois (CCPMC) est une communauté de communes française située dans le département de la Haute-Saône, en Franche-Comté, dans la région administrative Bourgogne-Franche-Comté.

## Historique
L'article 35 de la loi n° 2010-1563 du 16 décembre 2010 « de réforme des collectivités territoriales » prévoit d'achever et de rationaliser le dispositif intercommunal en France, et notamment d'intégrer la quasi-totalité des communes françaises dans des EPCI à fiscalité propre, dont la population soit normalement supérieure à 5 000 habitants. 
Dans ce cadre, le Schéma départemental de coopération intercommunale de 2011 a prévu la fusion des deux petites communautés de communes du Pays de Montbozon et du Chanois, afin de former une nouvelle structure regroupant 27 communes et environ 6 500 habitants.
Les deux intercommunalités fusionnent le 1er janvier 2014, créant la Communauté de communes du Pays de Montbozon et du Chanois,.
La CCPMB bénéficie d'une dérogation légale aux principes de la loi portant nouvelle organisation territoriale de la République (Loi NOTRe) du 7 août 2015, qui prévoit que les établissements publics de coopération intercommunale (EPCI) à fiscalité propre doivent avoir un minimum de 15 000 habitants (et 5 000 habitants en zone de montagnes), puisqu'elle dépasse 5 000 habitants tout en ayant une densité inférieure à 30 % de la densité nationale,. Elle n'est donc pas astreinte à fusionner avec d'autres intercommunalités dans le cadre du nouveau  schéma départemental de coopération intercommunale de 2015.

## Territoire communautaire

### Composition
La communauté de communes est composée des 27 communes suivantes :

| Nom                                      | Code Insee | Gentilé       | Superficie (km2) | Population (dernière pop. légale) | Densité (hab./km2) |
| ---------------------------------------- | ---------- | ------------- | ---------------- | --------------------------------- | ------------------ |
| Montbozon (siège)                        | 70357      | Montbonzonais | 8,63             | 545 (2022)                        | 63                 |
| Authoison                                | 70038      |               | 16,02            | 314 (2022)                        | 20                 |
| La Barre                                 | 70050      |               | 1,93             | 99 (2022)                         | 51                 |
| Beaumotte-Aubertans                      | 70059      | Beaumottois   | 13,57            | 476 (2022)                        | 35                 |
| Besnans                                  | 70065      | Besnanais     | 2,94             | 75 (2022)                         | 26                 |
| Bouhans-lès-Montbozon                    | 70082      |               | 5,15             | 125 (2022)                        | 24                 |
| Cenans                                   | 70113      | Cenanais      | 5,02             | 133 (2022)                        | 26                 |
| Chassey-lès-Montbozon                    | 70137      | Chasseyens    | 15,6             | 230 (2022)                        | 15                 |
| Cognières                                | 70159      | Cognièrois    | 3,93             | 101 (2022)                        | 26                 |
| Dampierre-sur-Linotte                    | 70197      |               | 32,48            | 766 (2022)                        | 24                 |
| La Demie                                 | 70203      | Delinois      | 6,26             | 160 (2022)                        | 26                 |
| Échenoz-le-Sec                           | 70208      |               | 15,47            | 284 (2022)                        | 18                 |
| Filain                                   | 70234      |               | 15,79            | 219 (2022)                        | 14                 |
| Fontenois-lès-Montbozon                  | 70243      | Fontenoisiens | 14,27            | 317 (2022)                        | 22                 |
| Larians-et-Munans                        | 70296      | Larianais     | 2,5              | 280 (2022)                        | 112                |
| Loulans-Verchamp                         | 70309      | Loulannais    | 8,16             | 457 (2022)                        | 56                 |
| Le Magnoray                              | 70316      |               | 3,55             | 87 (2022)                         | 25                 |
| Maussans                                 | 70335      |               | 3,92             | 56 (2022)                         | 14                 |
| Neurey-lès-la-Demie                      | 70381      |               | 9,7              | 352 (2022)                        | 36                 |
| Ormenans                                 | 70397      | Ormenanais    | 3,61             | 85 (2022)                         | 24                 |
| Roche-sur-Linotte-et-Sorans-les-Cordiers | 70449      |               | 9,34             | 68 (2022)                         | 7,3                |
| Thieffrans                               | 70500      | Thiéffranois  | 9,36             | 165 (2022)                        | 18                 |
| Thiénans                                 | 70501      | Thienanais    | 4,11             | 113 (2022)                        | 27                 |
| Vallerois-Lorioz                         | 70517      | Lorivaliens   | 6,31             | 433 (2022)                        | 69                 |
| Vellefaux                                | 70532      | Velfaliens    | 10,02            | 533 (2022)                        | 53                 |
| Villers-Pater                            | 70565      |               | 4,67             | 49 (2022)                         | 10                 |
| Vy-lès-Filain                            | 70583      |               | 5,31             | 139 (2022)                        | 26                 |

## Démographie
| 1968  | 1975  | 1982  | 1990  | 1999  | 2007  | 2012  | 2017  |
| ----- | ----- | ----- | ----- | ----- | ----- | ----- | ----- |
| 5 031 | 4 796 | 5 364 | 5 398 | 5 488 | 6 161 | 6 526 | 6 563 |

## Organisation

### Siège
Le siège de la communauté de communes est situé à Montbozon, ZA Le Vay du Soleil.

### Élus
La communauté de communes est gérée par un conseil communautaire composé, pour le mandat 2020-2026, de 39 membres représentant chacune des communes membres et repartis de la manière suivante, en fonction de leur population :

- 4 délégués pour Dampierre-sur-Linotte ;

- 3 délégués pour Montbozon et  Vellefaux ;

- 2 délégués pour Beaumotte-Aubertans, Fontenois-lès-Montbozon, Loulans-Verchamp, Neurey-lès-la-Demie, Vallerois-Lorioz ;

- 1 délégué ou son suppléant pour les autres communes.
Au terme des élections municipales de 2020 dans la Haute-Saône, le conseil communautaire restructuré réuni le 15 juillet 2020 a élu sa nouvelle présidente, Sabrina  Fleurot,  maire de Neurey-lès-la-demie, et désigné ses quatre vice-présidents, qui sont, :
1. Michel Delbos, maire-adjoint de Chassey-lès-Montbozon ;
2. Guillaume Blondel-Gaborieau, maire de Loulans-Verchamp ;
3. Denis Pageaux, maire d'Échenoz-le-sec ;
4. Frédéric Weber, maire de Dampierre-sur-linotte.

### Liste des présidents
| Période      | Période                       | Identité         | Étiquette | Qualité |
| ------------ | ----------------------------- | ---------------- | --------- | --- |
| janvier 2014 | avril 2014                    | Denis Vagnet     | PS        | Instituteur retraité Maire de Fontenois-lès-Montbozon (1971 → 2020) Président de l'ex-CC du Pays de Montbozon (2008 → 2013)                    |
| avril 2014   | juillet 2020                  | Jean-Paul Prétot | DVD       | Maire de Loulans-Verchamp (2001 → 2020) |
| juillet 2020 | En cours (au 27 janvier 2021) | Sabrina Fleurot  |           | Libraire, collaboratrice d'élus Maire de Neurey-lès-la-demie Conseillère générale de Villersexel (2015 → ) Conseillère régionale (2004 → 2010) |

### Compétences
L'intercommunalité exerce des compétences qui étaient celles des deux intercommunalités auxquelles elle succède, et qui leur avaient été transférées par les communes membres.
S'y sont rajoutées en 2014 les compétences suivantes : 
- Système d'information géographique (SIG) et numérique (très haut débit) ;
- Fourrière animale, en partenariat avec l’association « Boule de poils » de Dampvalley-lès-Colombes
- Compétence scolaire pour l’enseignement du premier degré.

Dans le cadre des dispositions des lois MAPAM et NOTRe, s'y sont rajouté depuis 2014 :
- la compétence obligatoire sur la Gestion des milieux aquatiques et prévention des inondations (GEMAPI) ;
- la compétence optionnelle sur la création et la gestion des maisons de services au public.

### Régime fiscal et budget
La Communauté de communes est un établissement public de coopération intercommunale à fiscalité propre.
Afin de financer l'exercice de ses compétences, l'intercommunalité perçoit la fiscalité professionnelle unique (FPU) – qui a succédé à la taxe professionnelle unique (TPU) – et assure une péréquation de ressources entre les communes résidentielles et celles dotées de zones d'activité.
Elle ne reverse pas de dotation de solidarité communautaire (DSC) à ses communes membres.

## Projets et réalisations
Conformément aux dispositions légales, une communauté de communes a pour objet d'associer des « communes au sein d'un espace de solidarité, en vue de l'élaboration d'un projet commun de développement et d'aménagement de l'espace ».